# Mon âme se repose

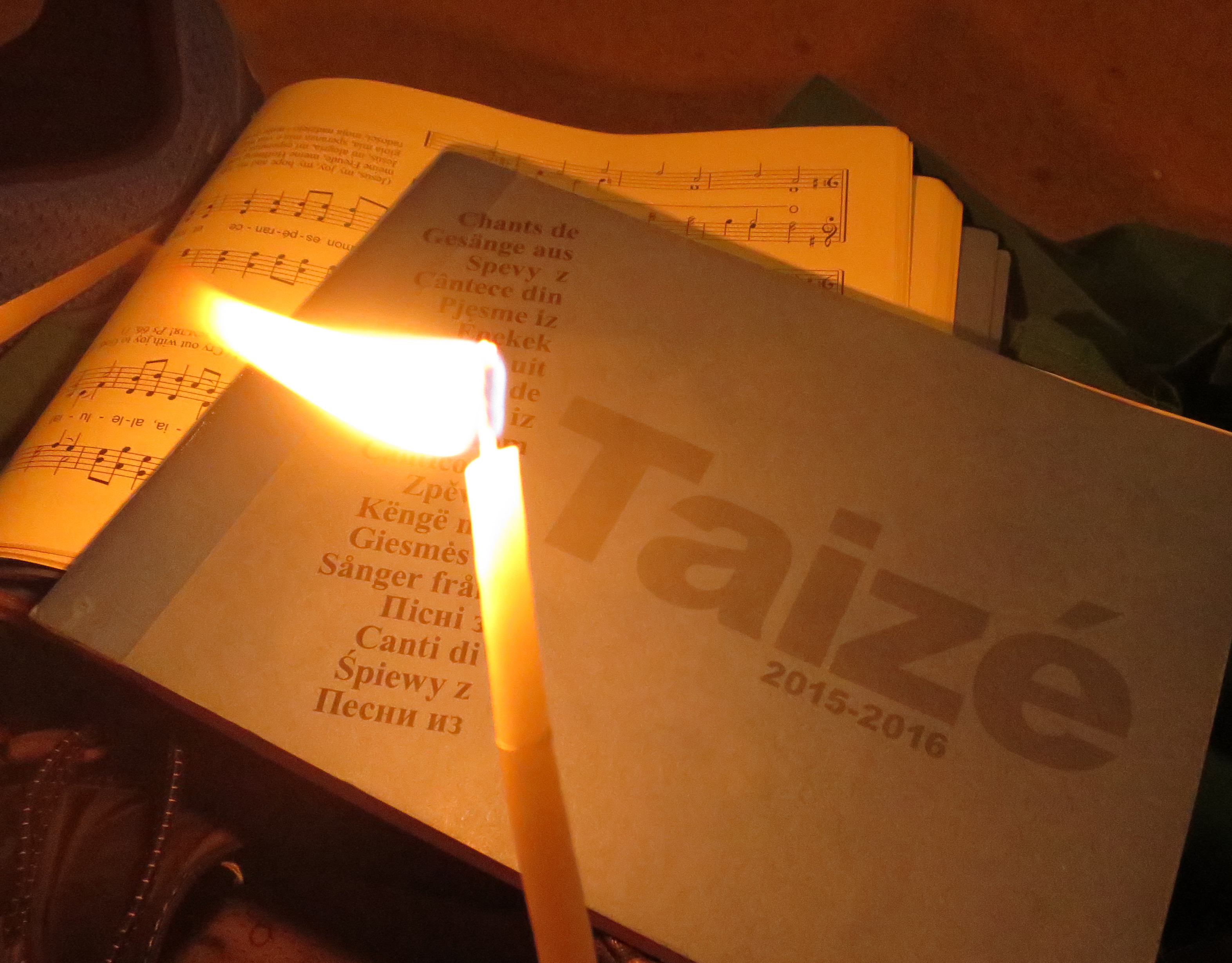
Liederheft beim Lichtergottesdienst

Bei Gott bin ich geborgen ist ein für die Communauté de Taizé geschriebenes Kirchenlied, welches ursprünglich als Mon âme se repose (französisch: Meine Seele ruht sich aus, besser: meine Seele kommt zur Ruhe) auf Französisch verfasst wurde. Im deutschsprachigen Raum ist sowohl die französische Originalfassung als auch die übersetzte Version bekannt.

## Text
| Französisch | Übersetzung | Deutsche Singfassung |
| --- | --- | --- |
| Mon âme se repose en paix sur Dieu seul: De lui vient mon salut Oui, sur Dieu seul mon âme se repose Se repose en paix. | Meine Seele ruht in Frieden allein auf Gott: Von ihm kommt meine Erlösung. Ja, auf Gott allein ruht meine Seele. Ruht in Frieden. | Bei Gott bin ich geborgen, still, wie ein Kind bei ihm ist Trost und Heil, Ja, hin zu Gott verzehrt sich meine Seele, kehrt in Frieden ein. |

Wie bei einigen Übersetzungen von Taizé-Liedern ist zwischen der Originalfassung – hier französisch – und der Übersetzung eine leichte inhaltliche Verschiebung zu erkennen. Während im Französischen ein Bezug zum Frieden (en paix sur Dieu) vorhanden ist, wird im Deutschen ein Vergleich (still wie ein Kind) genutzt. Auch im zweiten Vers ist eine etwas andere Ausrichtung erkennbar: „Salut“ kann man mit Erlösung übersetzen, in der deutschen Fassung wird Trost sowie Heil genannt.

## Form
Das Lied ist ein für die Gemeinschaft von Taizé charakteristischer, vierstimmiger Kurzgesang. Das Lied wird in meditativer Weise unverändert wiederholt gesungen. Es kann von Instrumenten oder Sologesängen unterstützt werden.
Neben der deutschen Singfassung gibt es noch elf weitere Sprachen, in denen das Lied so übersetzt wurde, dass es singbar ist: Englisch (In God alone), norwegisch (Min sjel får hvile), spanisch (En ti, Señor reposa todo mi ser), portugiesisch (A minh‘ alma descansa), tschechisch (Jen Bůh mé duši), polnisch (Ty dasz mi pokój serca), ungarisch (lelkem csak az Úrnál), kroatisch (U Bogu duša moja), finnisch (Ramybę siela randa Viešpatyje), russisch, italienisch (In Dio trovo pace).
Das Lied wurde von Jacques Berthier komponiert. Seit der Veröffentlichung ist es durchgehend im Gesangbuch von Taizé enthalten, in der aktuellen Version unter Liednummer 32.
Der Text hat einen biblischen Ursprung und stammt aus Ps 62,2 :

„Bei Gott allein wird ruhig meine Seele, von ihm kommt mir Rettung.“